# Szabó Lajos (filozófus)
Szabó Lajos (Budapest, 1902. július 1. – Düsseldorf, 1967. október 21.) magyar filozófus, a Budapesti Dialogikus Iskola egyik alapítója.
Állíts vagy tagadj, adj elő, vagy teremts csendet, vezess vagy kövess

## Életrajz
Szabó (Gansl) Jakab (1867–1937) és Berger Eugénia gyermekeként született. 1919-ben kizárták a felső ipariskolából. A húszas évek elején pár hónapig részt vett az illegális kommunista mozgalomban. A húszas évek első felében könyvkereskedő-segéd Budapesten és Bécsben. 
1928-30 között Kassák Lajos Munka-körének tagja. Két cikket írt a Munkába (az egyiket Justus Pállal közösen). Ez idő tájt ismerkedett meg Karl Korschsal. 1930-ban több társával együtt kizárták a Munka-körből. Megalakították a magyarországi oppozíciós mozgalmat. Ez az illegális baloldali antikapitalista és antibolsevista mozgalom kapcsolódott Karl Korsch intranzigens marxizmusához is.
Legtekintélyesebb szellemi vezetői Szabó mellett Justus Pál, Partos Pál és Szirtes Andor voltak. 1930-ban megismerkedett Tábor Bélával, akivel ettől fogva baráti és szoros munkakapcsolat kötötte össze. 
1931-32-ben, két ízben, néhány hónapig Berlinben és Frankfurtban tartózkodott. Frankfurtban az Institut für Sozialforschungban folytatott tanulmányokat. 1933-34-ben tanulmányutat tett Bécsben és Párizsban (ahol együtt lakott Vajda Lajossal).

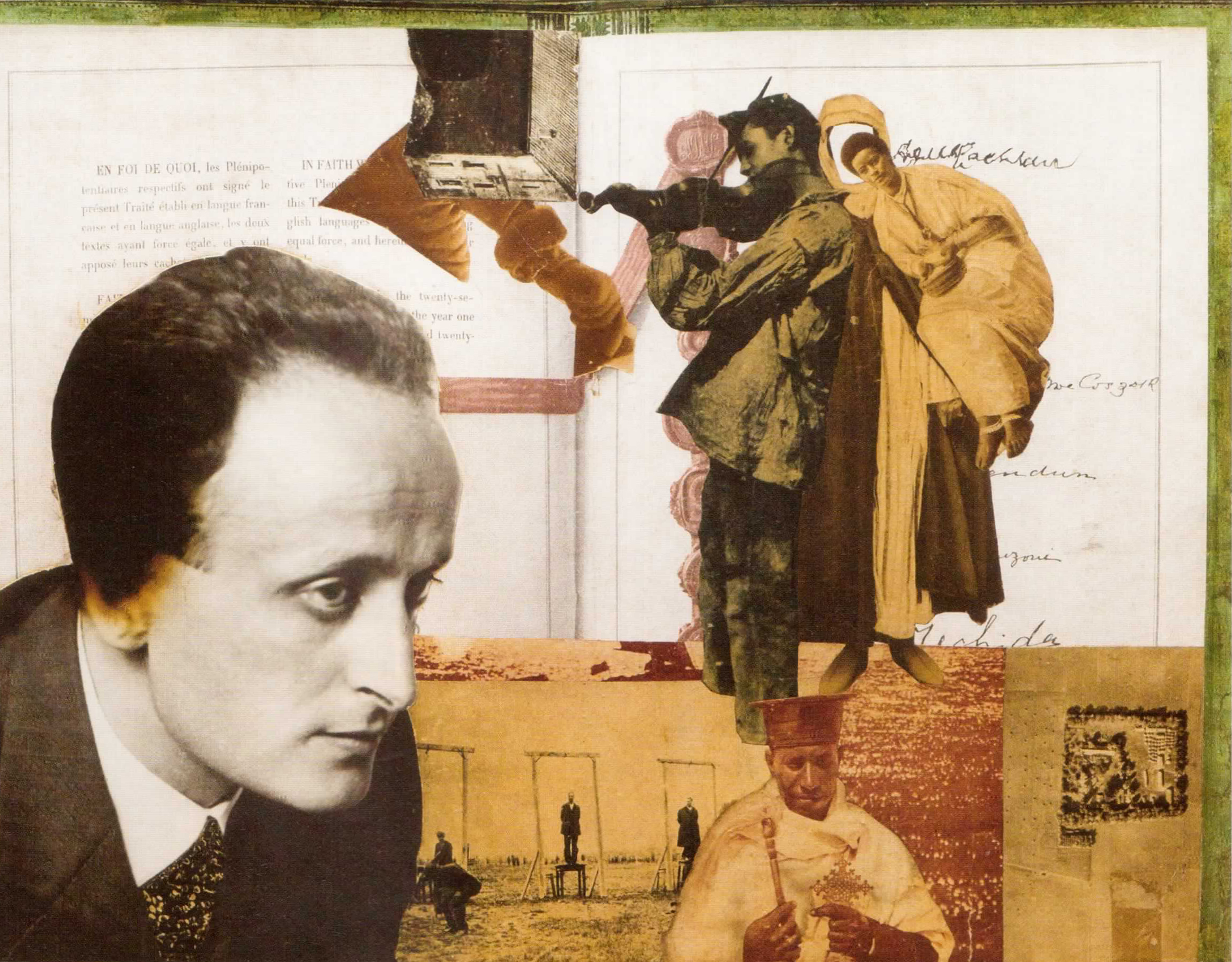
Vajda Lajos: Montázs Szabó Lajossal,1930-33, pasztell, fotókollázs, kartonpapíron, 49.6 cm x 54.6 cm

1935-37 között házasságban élt Bálint Klárával (aki később Szerb Antal felesége lett).
1936-ban Tábor Bélával közösen írta és adta ki a Vádirat a szellem ellen című könyvét. 1937-ben jelent meg A hit logikája – Teocentrikus logika című művének első füzete. A második, 1948-ban elkészült füzet anyaga csak jóval halála után jelent meg. Több tanulmányt írt (Megjegyzések a marxizmus kritikájához, A tudományos szocializmus bírálatához, A mammonizmus természetrajzához, Adalékok a halmazelmélet kérdéseihez, Nietzsche), ezek is csak halála után jelentek meg nyomtatásban, csakúgy, mint egy 1941-es előadásából készült fontos műve, a Biblia és romantika.
1938-ban feleségül vette Pallos Magdát, aki 1946-ban halt meg. 1940-ben behívták munkaszolgálatra, de pár hét múlva tüdőbaja miatt leszerelték. 1941 májusától pár hónapig az új Szent János Kórházban fekszik Vajda Lajossal együtt. 1944 tavaszán Auschwitzba deportálták, ahonnan 1945 január végén szabadult.
Szabó és Tábor lényegében a háború utáni években rakták le a Budapesti Dialogikus Iskola alapjait.
Ezekben az években szorosan együttműködtek az író és esszéista Hamvas Bélával és szorosabb kapcsolat alakult ki Fülep Lajossal is. Előbbivel már 45 végén megkezdődött „munkaközösségük”, rendszeres beszélgetéseik „Csütörtöki beszélgetések” néven vált ismertté, ezen hármójuk mellett Mándy Stefánia (immár Tábor Béla felesége) és Kemény Katalin (Hamvas Béla felesége) vettek részt.
Szabó 1946-ban két írást tett közzé: Irodalom és rémület (Diárium); Művészet és vallás (Mouseion). 46–48 között szemináriumokat tartott fiatal hallgatóknak. Előadássorozataiban beható értékelméleti és értékpszichológiai elemzéseket folytatott, egyaránt asszimilálta a prefilozófiai szituációt (pl. az indiai hagyományt és a preszokratikusokat) és a posztfilozófiai szemléletmódot, a földalatti XIX. század nagy alakjainak (Kierkegaard, Dosztojevszkij és Nietzsche) filozófia-, művészet- és valláskritikáját. A legszorosabban a Ferdinand Ebner, Franz Rosenzweig és Martin Buber által képviselt dialogikus gondolkodói alapálláshoz kapcsolódott, nyomukban nyelv-gondolkodónak nevezte magát. Az értékelméleti előadások elején leszögezte, hogy elsősorban Ebner biblicizmusához optál, ezt a felfogást érzi "alapjában megtámadhatatlannak, szilárdnak és legmesszebbmenőnek", még ha egyes akár fontos pontokon – főleg a matematika és a művészet értékelésének kérdésében – továbbgondolandónak vagy kritizálandónak is tartja. A szemináriumi előadások legaktívabb résztvevői, Kotányi Attila és Kunszt György le is jegyezték az előadásokat. A tárgyköröket így foglalták össze: pszichológia, érték- és jelelmélet, közgazdaságtan, egzisztencializmus és indiai hagyomány, halmazelmélet-kritika és nyelvmatézis-koncepció, történelemfelfogás és mozgalomelmélet, prizmatika. Az előadások lejegyzett szövege is csak 1990 után jelenhetett meg.
Szabó aktívan részt vett az Európai Iskola rendezvényein. A sztálinizmus alatt szoros kapcsolatok szövődtek a földalatti Budapesti Iskola és a szintén betiltott avantgárd képzőművészek, főleg az Európai Iskola tagjai között. Az ötvenes évek közepétől Szabó maga is kalligráfus lett. 1954-ben születnek első „kalligráfiái”, „rajz-meditációi”. 1956-ban feleségével elhagyta az országot. 1957 végéig Bécsben tartózkodott, majd 1961-ig Brüsszelben élt. 1960-ban németországi körutat tett, kalligráfiáit kiállításokon mutatták be Münchenben, Dortmundban, Hamburgban és Hagenben. 1962-ben Düsseldorfban telepedett le. 1966-ban Párizsban nyílt kiállítása. Szabó mozgalmi pszeudonímja AO volt, ami az Anti-Organisation rövidítése (másrészt mindkét nevének ezek a magánhangzói). Egy ideig sok rajzát is így szignálta, később visszatérő képi motívummá vált nála.
Szabó Lajos 1967. október 21-én halt meg Düsseldorfban.

## Munkássága

### Szabó Lajos, a gondolkodó
A marxizmus mellett, amelynek ismerete, gondolkodási módszerei jelen voltak gondolkodásában,  Szabó Lajos fő forrásai a XX. századi dialógus filozófia, Franz Rosenzweig és különös súllyal Ferdinand Ebner voltak.
Szabó Lajos gondolkodásának legfontosabb jellegzetességei:
•	az egész európai művészeti, tudományos, filozófiai és vallásos tradíció szerves egységének meggyőző és harcos állítása, védelmezése;
•	nyelv és gondolkodás egységének a hangoztatása, ennek a meggyőződésnek a módszertani felhasználása;
•	részben talán a fentiekből közvetlenül következően: antimaterialista, antimarxista értékelmélet. Ez minden értékteremtő folyamatot (a materiális javak termelését is) a “kutatásra” vezetett vissza. Ez a kutatás, amelyet Szabó Lajos alapvető emberi tevékenységnek tekintett, persze nemcsak tudományos kutatás, hanem beletartozik mindenfajta művészet is, minden olyan emberi tett, amely valóságosan újat hoz a napvilágra.

### Szabó Lajos, a kalligráfus
Élete utolsó szakaszában a spekulatív grafika jelentős szerepet töltött be tevékenységében. "Szabó Lajos művészete absztrakt kalligráfia.(...) Mikor a kalligráfiát felváltja az absztrakt kalligráfia, a betűk helyébe lép a jel, a kép. Ehhez a lépéshez a hívő ember számára bátorság kell. Szabó Lajos felismerte, hogy a betűk által sugallt, illetve a betűkért cserébe kapott jelek azonosak a lélek jelenlétével"
Szabó Lajos 1954-ben készítette első absztrakt kalligráfiáit. "A keletkező művek absztrakt vonala nem »elvonatkoztat valamitől«, nem valami eredetinek az elvont képe, hanem maga is primer valóság, a »növekvő lélek« jele, lenyomata,  » áttörése«, malevicsi értelemben 
»tárgy nélküli«, eredeti  belső,szellemi valóság. Csupán a vonal hordozója: a tus, ceruza vagy toll nyoma és a papír a materiális elem."

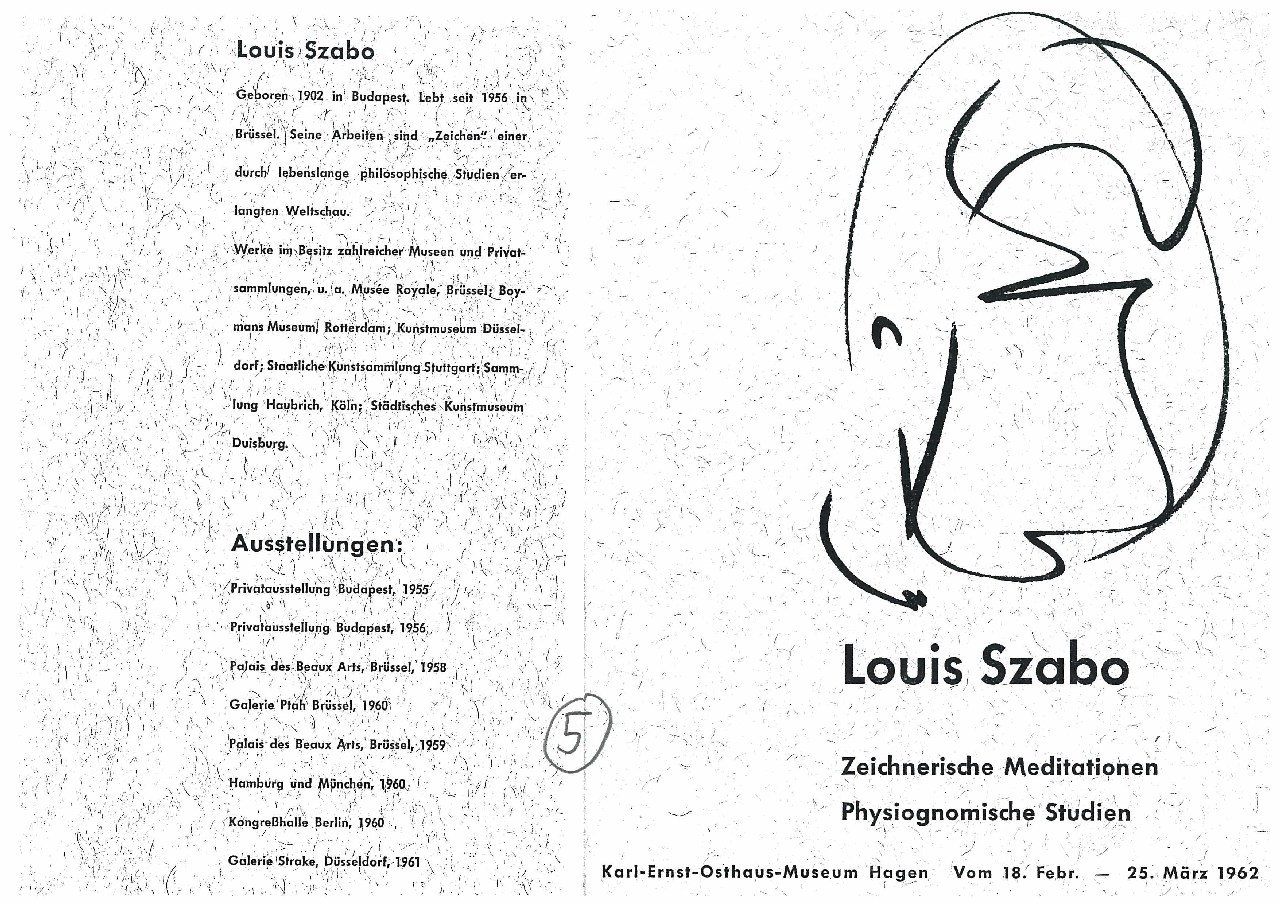
Kiállításmeghívó, 1962, Hagen, Németország

Az 1956-os kivándorlása előtt keletkezett kalligráfiákból Bíró Dániel és Kocsis Botond válogatott ki egy csoport rajzot, mely 1980-ban a Fiatal Művészek Klubjának kiállításán volt látható  
Szabó Lajos 1957 decemberében a brüsszeli Palais Des Beaux Arts-ban Vajda Lajossal, Bálint Endrével, Kotányi Attilával és Szabó Lyubomirral együtt mutatkozott be a közönségnek. Szabó Lajos kalligráfiáit számtalan nyugat-európai közgyűjtemény őrzi: Musée Royal, Brüsszel; Museum Boijmans Van Beuningen, Rotterdam; Museum Kunstpalast, Düsseldorf; 
Staatliche Kunstsammlung, Stuttgart; Sammlung Haubrich im Museum Ludwig, Köln; Städtisches Kunstmuseum, Duisburg; Stiftung Lehmbruck Museum-Zentrum Internationaler Skulptur, Duisburg; Kunstmuseum Bochum Kunstsammlung. A Berlini Művészeti Akadémia gyűjteményében található Sammlung Kalligraphie 414 még Budapesten keletkezett Szabó Lajos-kalligráfiát őriz.

## Szabó Lajos kiállításai
- 1955  Budapest, műteremkiállítás az első kalligráfiákból
- 1956	Budapest, műteremkiállítás
- 1957	Brüsszel, Palais des Beaux Arts, Peintres Hongrois, Lajos Vajda,  Lajos Szabó, André Bálint, Attila Kotányi, Lyubomir Szabó
- 1959	Brüsszel, Palais des Beaux Arts
- 1960	Brüsszel, Galerie Ptah, Louis Szabo
- 1960	Hamburg, Haus der Begegnung
- 1960	Dortmund, Fritz-Henßler-Haus
- 1960	Berlin, Kongresshalle
- 1961	Düsseldorf, Galerie Strake
- 1962	Hagen, Karl-Ernst-Osthaus-Museum, Louis Szabo, Zeichnerische Meditationen-Physiognomische Studien
- 1980	Budapest, Fiatal Művészek Klubja, Szabó Lajos, bemutatás, válogatás az 1954-1956. évben készült kalligráfiákból  [10]
- 1994	Pannonhalma, Főapátság
- 1997	Budapest, Ernst Múzeum, A képíró Szabó Lajos spekulatív grafikái
- 1998	Düsseldorf, Stadtmuseum, Die spekulativen grafischen Bildschriften von Lajos Szabó
- 2011	Eger, Ars GEometrica Galéria
- 2011	Budapest, 2B Galéria, Lélekjelenlét-képek, 1957-1967

## Művek
- Vádirat a szellem ellen – Tábor Bélával, Az Idő könyvei, 1936; 2. kiad.: Comitatus, Veszprém, 1991[11]
- A hit logikája – Teocentrikus logika, Az Idő Könyvei, Budapest, 1937[12]
- Megjegyzések a marxizmus kritikájához, 1934
- Biblia és romantika, 1941-43
- A mammonizmus természetrajzához
- Trinitárius világfelfogás
- Irodalom és rémület, Diárium, 1946
- Művészet és vallás, Mouseion, 1946
- Hommage à Szabó Lajos – Életünk (Szerk.: Kőszegi Lajos és Várhegyi Miklós), Szombathely, 1989. 9-10. szám
- Szemináriumi előadásai 1946-1950 (Közr.: Kotányi Attila, Kunszt György, szerk.: Surányi László és Tábor Ádám), Typotex, Budapest, 1997
- Tény és titok – összegyűjtött írások és előadások, (Szerk.: Kotányi Attila-Kunszt György-Kőszegi Lajos), Pannon Panteon könyvsorozat, Medium Kiadó, Veszprém, 1999
- EIKÓN A képíró Szabó Lajos spekulatív grafikái – Die spekulativen grafischen Bildschriften von Lajos Szabó (magyar-német), Ernst Múzeum, Budapest, 1997 (Szerk: Kotányi Attila)